# Musée national de l'écriture de Chine
Le musée national de l'écriture de Chine chinois : 中国文字博物馆 ; pinyin : zhōngguó wénzì bówùguǎn est un musée situé à Anyang, dans la province du Henan, en République populaire de Chine. C'est un musée consacré à l'écriture dépendant du ministère de la culture chinois, qui conserve du patrimoine lié à l'écriture et à ses outils.

## Histoire
En 2001, Wang Yunzhi (王蕴智), chercheur en écritures anciennes à l'Université de Zhenzhou (zh), également dans le Henan, crée un musée de l'écriture dont il confie la direction à Li Keqiang (李克强).
Le 22 octobre 2003, Li Changchun (李长春), propose que le musée devienne un musée national.
Le 12 novembre 2005, le conseil des affaires de l'État répond au gouvernement provincial du Henan qu'il à ratifié la construction du musée sous l'appellation musée du Henan de l'écriture chinoise (河南中国文字博物馆).
Le musée national de l'écriture ouvre ses portes le 16 novembre 2009.

## Bâtiments
Le musée comporte 34 500 m2 de surface et le bâtiment le plus élevé à une hauteur de 32,5 mètres.

## Galerie

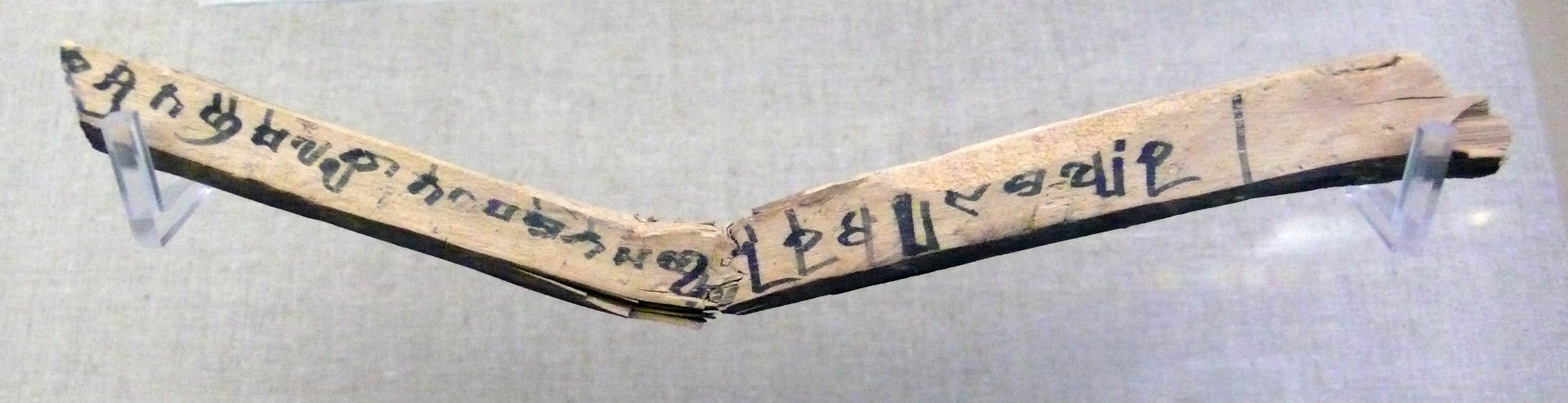
Bande de bois avec écriture tokarienne
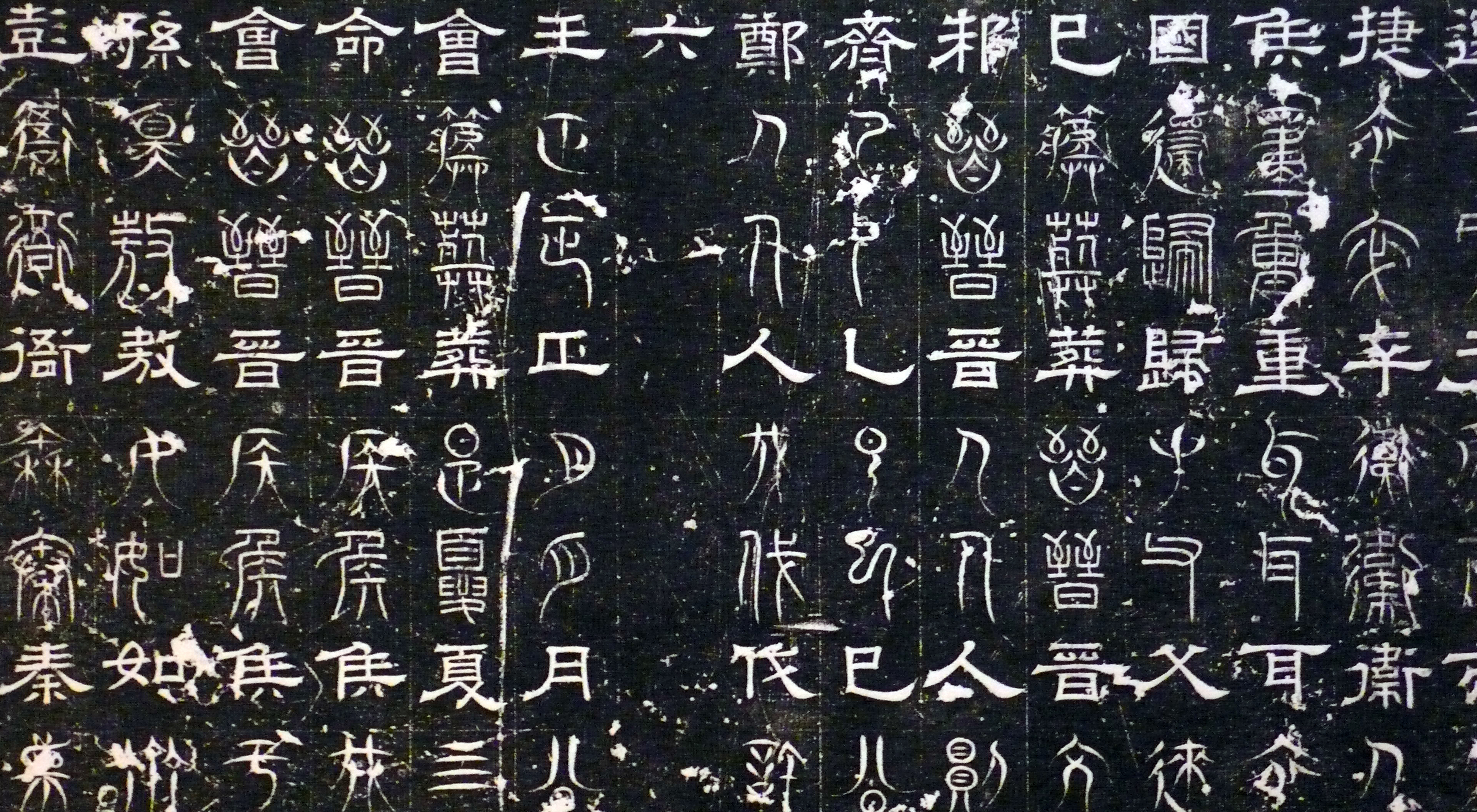
Classiques des rois types de caractères pour la pierre
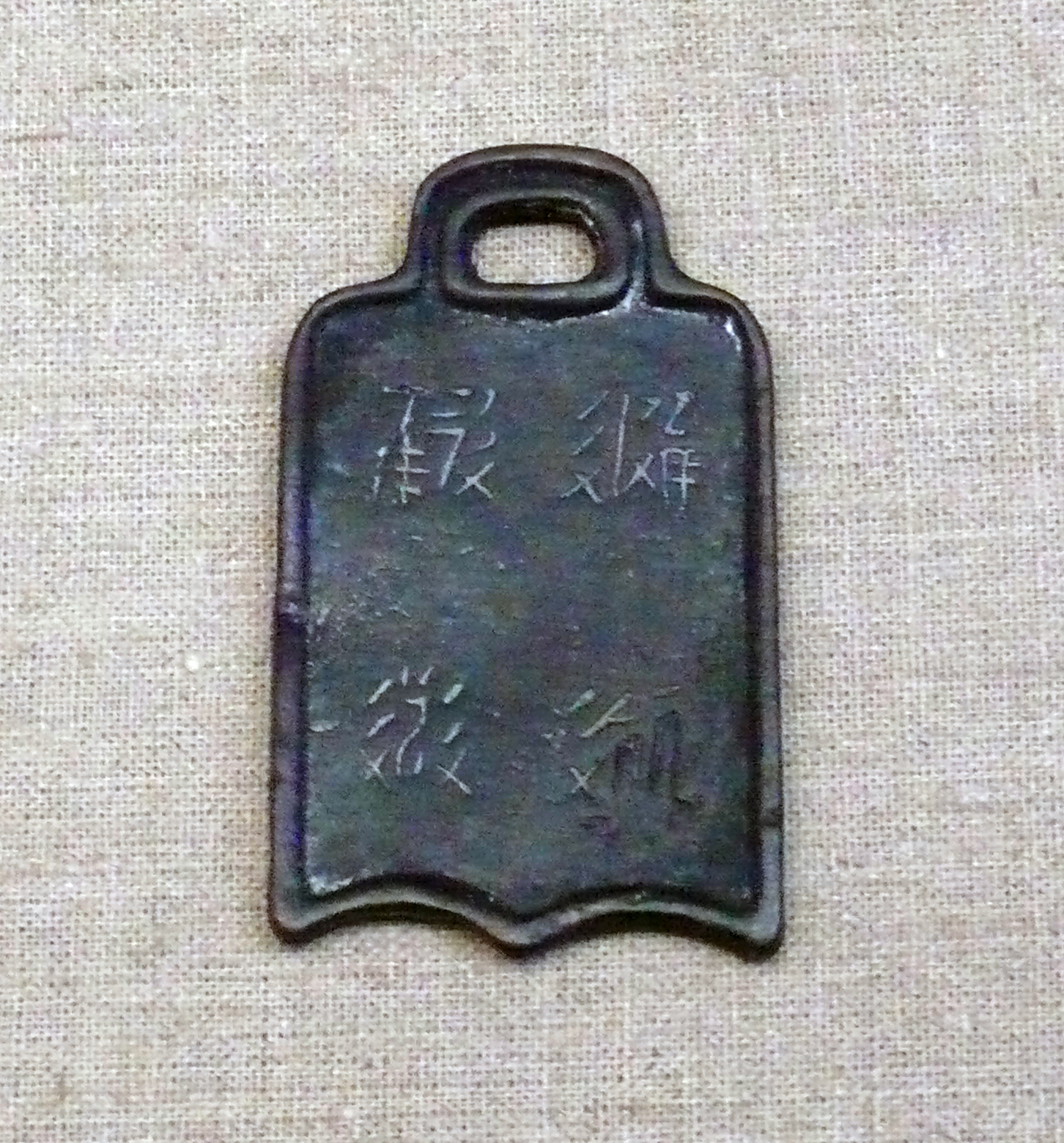
Sorte de pièce d'identité en Tangoute, dynastie des Xia occidentaux
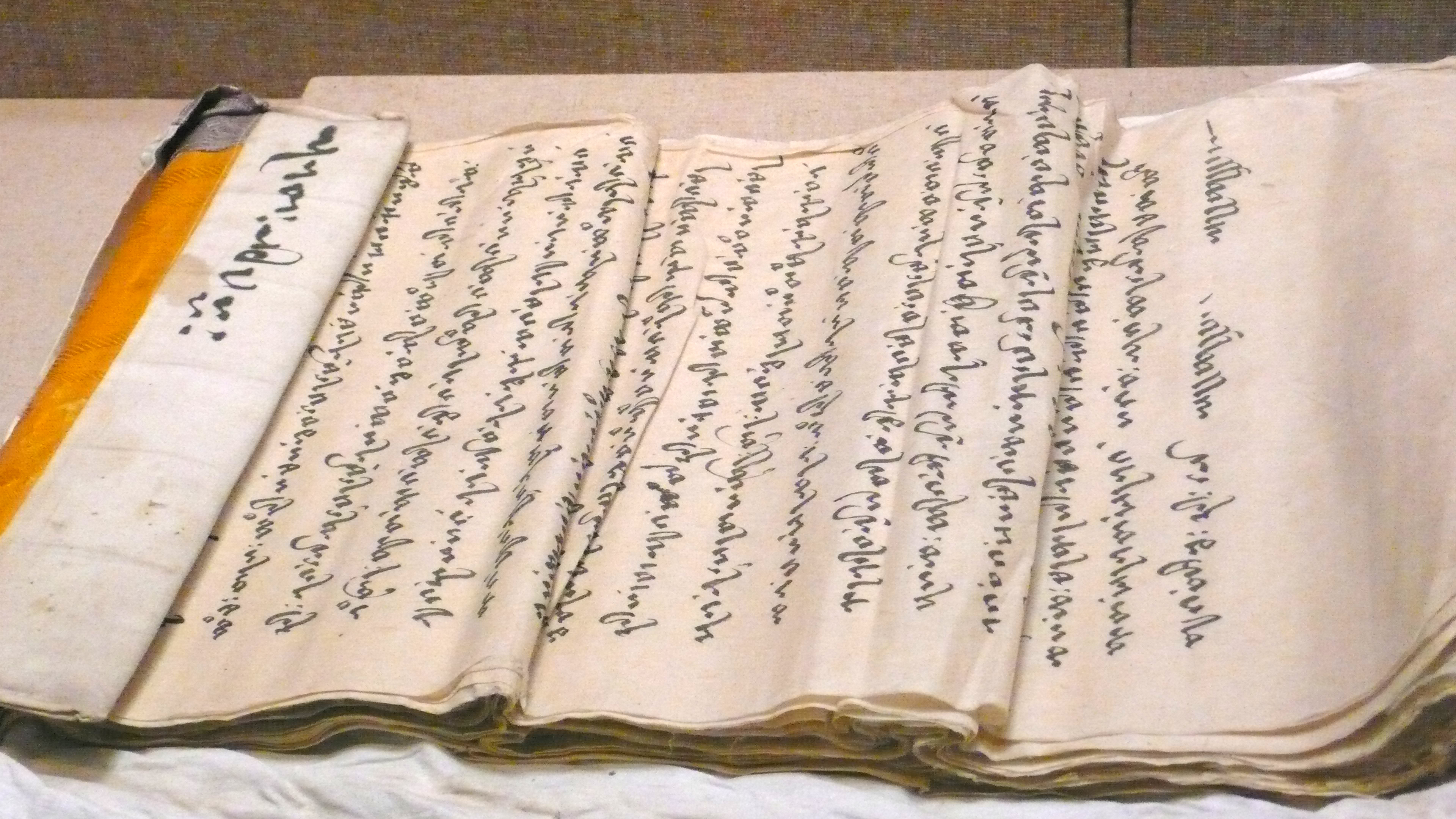
Textes bouddhiques en écriture Taï-le.
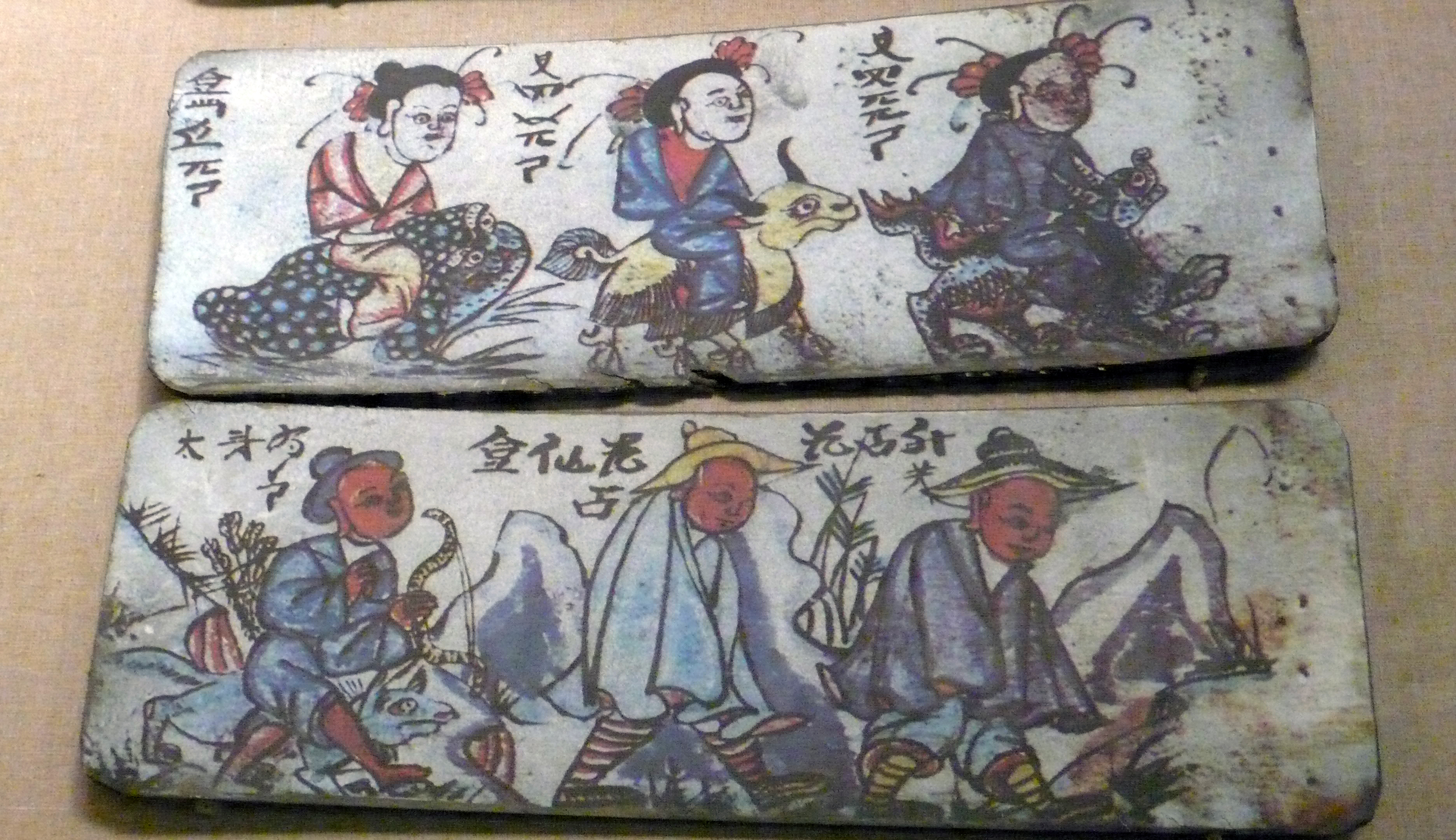
Cartes à jouer comportant des caractères en Naxi geba